# Grieskirchen
Grieskirchen är en stadskommun i förbundslandet Oberösterreich i norra Österrike. Staden är huvudort för distriktet med samma namn. Grieskirchen nämns för första gången i ett dokument från år 1075. Kommunen har 5 182 invånare (2024).
Kommunen består av tolv orter (Ortschaften) (inom parentes invånarantal 1 januari 2024):

- Grieskirchen (4 742)
- Hiering (62)
- Kickendorf (69)
- Moosham (81)
- Niederndorf (2)
- Parz (59)
- Paschallern (56)
- Steindlberg (3)
- Tolleterau (7)
- Unternberg (18)
- Untersteinbach (80)
- Vornwald (3)